# Eten & Daten
Eten & Daten is een Nederlands televisieprogramma op NOX en werd in 2008 uitgezonden op RTL 4 waarin een single samen met vijf anderen gaat eten. Na elke gang valt er een deelnemer af en de overgebleven deelnemer kan kiezen tussen een date met de single of kans op een geldprijs van 2.500 euro. De gerechten worden samen met een chef-kok bereid.
Er zijn vier gangen (bij de borrel, voor-, hoofd- en nagerecht) en er wordt telkens een bord minder klaargemaakt dan dat er mensen zijn. De single plaatst de borden bij degenen die hij/zij nog aan tafel wil hebben en zo valt er telkens een kandidaat af. De overgebleven kandidaat kan op date gaan met de single of hij/zij moet kiezen voor het juiste afgedekte bord waar de geldprijs op ligt.